# Olathe (Colorado)
Pour les articles homonymes, voir Olathe.
Olathe est une ville américaine située dans le comté de Montrose dans le Colorado.
La ville est nommée d'après Olathe, au Kansas, qui signifie « beau » en shawnee. Elle s'appelait auparavant Colorow, en l'honneur d'un chef ute.

## Démographie
| 1910 | 1920 | 1930 | 1940 | 1950 | 1960 |
| ---- | ---- | ---- | ---- | ---- | ---- |
| 458  | 491  | 593  | 705  | 810  | 773  |

| 1970 | 1980  | 1990  | 2000  | 2010  | - |
| ---- | ----- | ----- | ----- | ----- | - |
| 756  | 1 262 | 1 263 | 1 573 | 1 849 | - |

Selon le recensement de 2010, Olathe compte 1 849 habitants. La municipalité s'étend sur 1,45 milles carrés (3,76 km2).